# Jóhanna Guðrún Jónsdóttir
Jóhanna (rojena kot Jóhanna Guðrún Jónsdóttir, znana tudi kot Yohanna), islandska pevka; * 16. oktober 1990, Kopenhagen, Danska.
Jóhanna je predstavljala Islandijo na Pesmi Evrovizije 2009 v Moskvi ter s pesmijo Is it true? zasedla drugo mesto.

## Življenje in kariera
Jóhanna je se je rodila v danski prestolnici Kopenhagen, a se je pri dveh letih s starši preselila v Reykjavik. Pri njenih osmih letih se je družina preselila v mesto Hafnarfjörðurju v bližini Reykjavika. Jóhanna je začela nastopati na glasbenih odrih že kot otrok. Kmalu je postala priljubljena otroška pevka; prvi album je izdala že leta 2000. Naslednji album je sledil leta 2001, leta 2003 pa je izdala album z božičnimi pesmimi. Po tem albumu se je umaknila z glasbenih odrov ter se posvetila šolanju, nekaj časa je živela na Danskem.
Pred zmago na islandskem nacionalnem izboru za Pesem Evrovizije je bila zaposlena v gledališču Broadway.
Islandija je na Pesmi Evrovizije 2009 nastopila v prvem od dveh polfinalnih večerov ter se uvrstila na prvo mesto. V finalu je zbral več točk le Norvežan Alexander Rybak.
Leta 2008 se vrnila s svojim prvim »odraslim« albumom Butterflies and Elvis. Njena evrovizijska skladba je izšla kot singel ter se na islandskih glasbenih lestvicah povzpela na 1. mesto.